# Onomástico
El onomástico (en Latinoamérica) o la onomástica (en España) es el día en que, según el santoral católico, es festividad del santo Juan en honor del cual se le puso el nombre a Juan.  Estos términos proceden del griego clásico ὀνομαστικός (onomastikós, ‘arte de arar’).
Es muy común que este término se emplee como sinónimo de cumpleaños, pero esta palabra se refiere al listado de los nombres del funerario, por lo que no es de extrañar que no son sinónimos.
N.B. Según el diccionario de la lengua española de la RAE en la entrada onomástico, ca, onomastikós es femenino de onomastiké.

## Sistema de Transmisión Onomástica - Tradiciones
Cuando se habla de Sistema de Transmisión Onomástica se hace referencia al conjunto de normas y convenios sociales, casi siempre de tradición transmitida de manera oral, que determinan el nombre de los recién nacidos. Los sistemas de transmisión onomástica van cambiando a lo largo del tiempo, así como la influencia de la sociedad en relación con la determinación de los nombres.
Si bien (sobre todo antes) por tradición popular se nombraba al hijo recién nacido con el nombre que el santoral católico indicaba para ese día, no siempre el día del cumpleaños de alguien coincide con el día de su onomástico. De este modo, las mujeres llamadas "Rosa" podrían celebrar su onomástico el día de santa Rosa de Viterbo en Italia, santa Rosa Filipina Duchesne en Francia o Santa Rosa de Lima el 23 de agosto en Perú, las mujeres llamadas "Mercedes" lo celebran el 24 de septiembre así como los hombres llamados "José" lo festejan el 19 de marzo, independientemente de si nacieron o no en esas fechas.
En el caso de España, a partir del Renacimiento, los Sistemas de Transmisión Onomástica se basan en aspectos relacionados, principalmente, en la repetición de los nombres de los antecesores. En ocasiones las normas de transmisión onomástica pueden ser bastante complejas, como en el caso de la Mallorca y Menorca, en donde se seguía un orden muy estricto en la elección del nombre, a partir de los nombres de los abuelos y padres.

## Lingüística
Para esta acepción, el Diccionario de la lengua española recoge una forma femenina, onomástica, usada en España, y una masculina, onomástico, usada en América.

## Coloquialismos
En el habla panameña y peruana es frecuente emplear "santo" como equivalente de "cumpleaños": "Mi santo favorito fue cuando cumplí nueve años"; "Mis papás me la regalaron por mi santo cuando cumplí 11 años".